# Stanowice (województwo lubuskie)
Stanowice – wieś w Polsce położona w województwie lubuskim, w powiecie gorzowskim, w gminie Bogdaniec.
W latach 1975–1998 miejscowość położona była w województwie gorzowskim.

## Położenie
Zgodnie z podziałem fizycznogeograficznym Polski według Kondrackiego teren, na którym położone są Stanowice należy do prowincji Niziny Środkowoeuropejskiej, podprowincji Pojezierza Południowobałtyckiego, makroregionu Pojezierze Południowopomorskie oraz w końcowej klasyfikacji do mezoregionu Równina Gorzowska.
Miejscowość położona jest 11 km na zachód od Gorzowa Wielkopolskiego. Posiada historyczny układ wielodrożnicy.

## Środowisko naturalne
Na południe od Stanowic znajduje się zwarty kompleks leśny (głównie sosna pospolita), porastający krawędź wysoczyzny morenowej przylegającej do pradoliny Warty. Fauna składa się w większości ze zwierząt typowych dla Niżu Polskiego, a także Środkowoeuropejskiego.

## Historia
- 1250 – margrabiowie brandenburscy z dynastii Askańczyków rozpoczynają ekspansję na wschód od Odry; z zajmowanych kolejno obszarów powstaje następnie Nowa Marchia
- 22.05.1300 – margrabia Albrecht III, przebywając w Kłodawie, funduje filię klasztoru w Kołbaczu o nazwie Locus coeli (Miejsce Nieba, potem Himmelstedt, obecnie Mironice) i uposaża ją 15 wsiami, w tym Stanowicami, ale z zachowaniem istniejących tam lenn rycerskich
- 1337 – wzmianka w księdze ziemskiej margrabiego brandenburskiego Ludwika Starszego pod nazwą Stennevitz, Stenevitz, tenevitz (w ziemi gorzowskiej): wieś posiada ród von Winningen, 8 łanów należy do Perwenitza, też wzmiankowany ród von Dornstedt (zapis niejasny); na południe, koło Bogdańca, znajdują się dwa młyny należące do dwóch ołtarzy w Gorzowie (duo molendina in Stennevitz dotata ad duo altaria in Landisberg) – to późniejsze Untermühle („Dolny”, obecnie Gąśnik, część Bogdańca) i Obermühle („Górny”, również nazywany Genninsche Mühle, obecnie Trząśnik, część Bogdańca)
- 02.11.1350 – kolegiata myśliborska otrzymuje w Stanowicach 4 łany po Henningu von Perwenitz
- 14.06.1362 – ołtarz Wszystkich Świętych w farze gorzowskiej uposażony zostaje przez mieszczanina gorzowskiego Piotra Mörner 8 łanami wraz z wyższym i niższym sądownictwem, kupionymi we wsi Stanowice od Kuno (6 łanów) i Siegfrieda (2 łany) von Winningen
- 1363 – gorzowski mieszczanin, Werner z Santoka, przekazuje kościołowi parafialnemu w Gorzowie dochód z młyna Untermühle
- XV w. – zbudowano kościół
- Około 1455 – von der Marwitzowie są wymieniani jako posiadacze lenn w Stanowicach[3]
- 05.01.1560 – Asmus von Schönebeck z Dolska odstępuje braciom Joachimowi i Asmusowi ¼ Stanowic, otrzymując ich część Tarnowa[3]
- XVII/XVIII w. – Marwitzowie wznoszą dwór
- 1718 – według Klasyfikacji 1718/1719 nowomarchijskich posiadłości, ich właścicieli i użytkowników, opracowanej na polecenie ówczesnego króla pruskiego Fryderyka Wilhelma I, właścicielem Stanowic jest kapitan w stanie spoczynku Karl Friedrich von der Marwitz[4]
- 1748 – powstaje huta szkła butelkowego (właściciel Hans Ehrenreich von Glöden, wymieniany w Stanowcach w 1745 r.); przy hucie zostaje założone osiedle Stennewitzer Hütte
- 1767 – właścicielem Stanowic, Baczyny i Zosinka (Sophienau) zostaje Wilhelm Gottfried Bayer (ur. 1724 w Czelinie, zm. 12.04 1780 w Wollup), generalny dzierżawca (niem. Generalpächter) domen w Wollup i Kienitz
- 2 połowa XVIII w. – dwór zostaje gruntowanie przebudowany z inicjatywy Wilhelma Gottfrieda Bayera
- 1771 – dobudowano wieżę do kościoła
- 12.04.1780 – umiera Wilhelm Gottfried Bayer; spadkobiercy sprzedają majątek na rzecz państwa
- 1812 – właścicielem majątku zostaje radca domeny Karl Ferdinand von Empich z Meklemburgii
- 1838 – Karl Ferdinand von Empich przekazuje w testamencie Stanowice zarządcy dóbr, Martinowi Gottliebowi Treichel (6.01.1779-2.05.1848)
- 2 połowa XIX w. – na polach Stanowic wydobywany jest węgiel brunatny w kopalni o nazwie „Szczęście”
- 1870-71 – przebudowa i rozbudowa pałacu z inicjatywy ówczesnego właściciela dóbr ziemskich, Karla Wilhelma Emila Rudolpha Treichela (ur. 27.5.1827 – zm. 1898); pałac uzyskuje obecny kształt, reprezentujący cechy eklektyzmu z przewagą form neorenesansowych; wzniesiono wówczas dwa nowe skrzydła oraz dominantę w formie wieży
- 1879 – odnotowano funkcjonowanie cegielni
- 1889 – Eberhard von Bassewitz, syn Juliusa, sprzedaje Lubno właścicielowi Stanowic, Karlowi Treichel
- 1898 – kolejnym właścicielem dóbr zostaje Georg Treichel, syn Karla, wnuk Martina Gottlieba
- 1929 – osiedle Stennewitzer Hütte zostaje połączone ze Stanowicami
- 31.01.1945 – zajęcie wsi przez wojska radzieckie, które urządziły w majątku kwaterę; właściciel Friedrich Karl von Treichel zostaje zamordowany, a jego żona wywieziona do Rosji
- 1945
  - przybywają pierwszy osadnicy; Powiatowy Urząd Ziemski przyznaje pierwsze gospodarstwo rolne Michałowi Jankowskiemu (pierwszy sołtys) oraz Janowi Strzelczakowi (sołtys w latach 1946-1947)
  - pałac i park zostają zdewastowane
- 1948 – we wsi funkcjonuje już 20 gospodarstw indywidualnych, w tym dwa rzemieślnicze
- 1949
  - majątek zostaje przeznaczony na Zakład Rolny w Stanowicach, należący do PGR w Baczynie
  - powstaje LZS (założyciel Achim Hoffman)
- 01.02.1959 – kościół zostaje poświęcony jako rzymskokatolicki; do tego czasu był nieużytkowany

## Zabytki
Do wojewódzkiego rejestru zabytków wpisane są:
- kościół filialny pw. MB Królowej Polski z XV wieku, przebudowywany w XVIII-XIX wieku. Kościół wzniesiony jako orientowany na planie prostokąta, wybudowany z łamanych kamieni i otynkowany. W XVIII wieku dobudowano kaplicę grobową oraz dzwonnicę. Po II wojnie światowej nieużytkowany, ponowna konsekracja w 1959 roku.
- zespół pałacowy, z końca XVIII wieku, przebudowywany w latach 1870-71:
  - pałac
  - park.